# Paul Baitzel
Paul Nikolaus Baitzel (* 17. Juni 2008 in Koblenz) ist ein deutscher Basketballspieler.

## Werdegang
Baitzel stammt aus der Jugendabteilung der SG Lützel-Post Koblenz. 2024 wurde er in die Zweitligamannschaft EPG Guardians Koblenz aufgenommen. Koblenz’ Trainer Marco van den Berg setzte Baitzel Anfang November 2024 erstmals in einer Begegnung der 2. Bundesliga ProA ein.